# Agrostis interrupta
Agrostis interrupta é uma espécie de gramínea do gênero Agrostis, pertencente à família Poaceae.